# In articulo mortis

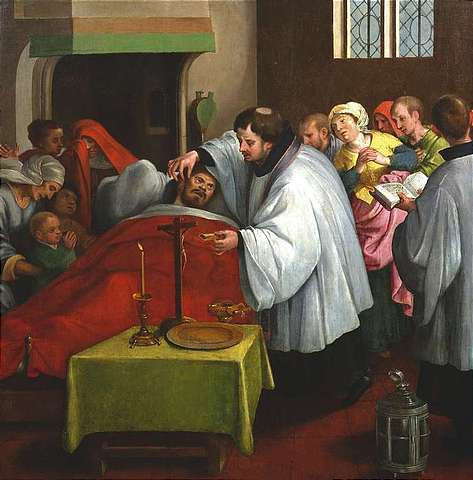
Die Sterbesakramente (unbekannter niederländischer Maler, um 1600)

In articulo mortis „im Augenblick des Todes“, „im Angesicht des Todes“ (lat. artículus „Wendepunkt“, mors „Tod“) ist ein lateinischer Ausdruck, der im kirchlichenrechtlichen und theologischen Zusammenhang für Handlungen und Entscheidungen angesichts eines bevorstehenden Todes verwendet wird. So gibt es die Spendung oder den Empfang von Sakramenten wie der Taufe oder des Bußsakraments mit der Wegzehrung in articulo mortis, ebenso die Ablegung der Ordensgelübde oder die Schließung einer Ehe im Angesicht des Todes. Ähnliche Bedeutung hat in periculo mortis „in Todesgefahr“ (lat. periculum „Gefahr“).
Vor der Liturgiereform des Zweiten Vatikanischen Konzils war der unmittelbar bevorstehende Tod eine Voraussetzung für den Empfang des Sakramentes der Krankensalbung.